# هوخهاوزن
هوخهاوزن (به آلمانی: Hochhausen) یک منطقهٔ مسکونی در آلمان است که در تاوبربیشوفزهایم واقع شده‌است.